# Mauretania (provincia romana)
La Mauretania (dal latino: Mauritania) era il nome di due e poi tre province dell'impero romano che comprendevano i territori dell'attuale Marocco e Algeria. La Mauretania Sitifense era quella più orientale (ai confini della Numidia), poi veniva quella Cesariense, situata ad est del fiume Mulucha (oggi Muluya) e infine la Mauritania Tingitana, a occidente nell'attuale Marocco.
Nella regione era in origine insediato un regno berbero, che prendeva il nome dalla tribù dei Mauri (da cui il nome successivo di Mori in Nordafrica e nella Spagna musulmana, nonché più in generale quello dei Mauro).

## Statuto
Il regno di Mauretania fu lasciato in eredità da Bocco II, una volta morto nel 33 a.C., ad Ottaviano, il quale instituiì ben nove colonie lungo le sue coste: a Igilgili, Saldae, Tubusuctu, Rusazu, Rusguniae, Aquae Calidae, Zuccabar, Gunugu e Cartenna. Nel 25 a.C. però, una volta divenuto princeps con il nome di Augusto, preferì ricostituirne un regno cliente, affidandolo a Giuba II, suo compagno di studi, che era stato allevato a Roma dopo essere stato condotto nella capitale, in seguito alla sconfitta del padre Giuba di Numidia contro Gaio Giulio Cesare a Tapso nel 46 a.C.
L'annessione avvenne nel 40 sotto Caligola, mentre la costituzione in province, di Mauretania Caesariensis e di Mauretania Tingitana avvenne solo nel 42 al tempo dell'imperatore, Claudio. Entrambe furono province imperiali, governate da un procurator Augusti.
A partire dalla Tetrarchia di Diocleziano (293), le due province subirono un'ulteriore suddivisione e dalla Mauretania Caesariense venne staccata la piccola regione all'estremità orientale con il nome di Mauretania Sitifense (Mauretania Sitifensis), che prendeva il nome dalla città di Sitifis, attuale Sétif). La Mauretania Tingitana venne annessa alla diocesi della Spagna. Nella successiva riorganizzazione operata nel periodo compreso tra la riunificazione imperiale di Costantino I (nel 324) e la morte di Teodosio I (nel 395), la diocesi delle Spagne fu sottoposta al controllo della Prefettura del pretorio delle Gallie. Il periodo tardo imperiale vide la difesa provinciale affidata ad un Comes Tingitaniae e ad un Dux limitis Mauretaniae Caesariensis, mentre l'amministrazione a tre praeses, di Mauretania Tingitana, Caesariensis e Sitifensis.
| EVOLUZIONE DELLE PROVINCE DI MAURITANIA        | EVOLUZIONE DELLE PROVINCE DI MAURITANIA                         | EVOLUZIONE DELLE PROVINCE DI MAURITANIA                         | EVOLUZIONE DELLE PROVINCE DI MAURITANIA                         | EVOLUZIONE DELLE PROVINCE DI MAURITANIA                         | EVOLUZIONE DELLE PROVINCE DI MAURITANIA                         | EVOLUZIONE DELLE PROVINCE DI MAURITANIA                         |
| ---------------------------------------------- | --------------------------------------------------------------- | --------------------------------------------------------------- | --------------------------------------------------------------- | --------------------------------------------------------------- | --------------------------------------------------------------- | --------------------------------------------------------------- |
| prima della conquista romana                   | regno di Mauretania                                             | regno di Mauretania                                             | regno di Mauretania                                             | regno di Mauretania                                             | regno di Mauretania                                             | regno di Mauretania                                             |
| dal 33 a.C.                                    | Mauretania (in eredità a Ottaviano da Bocco II)                 | Mauretania (in eredità a Ottaviano da Bocco II)                 | Mauretania (in eredità a Ottaviano da Bocco II)                 | Mauretania (in eredità a Ottaviano da Bocco II)                 | Mauretania (in eredità a Ottaviano da Bocco II)                 | Mauretania (in eredità a Ottaviano da Bocco II)                 |
| dal 25 a.C.                                    | Regno di Mauretania (regno cliente di Roma lasciato a Giuba II) | Regno di Mauretania (regno cliente di Roma lasciato a Giuba II) | Regno di Mauretania (regno cliente di Roma lasciato a Giuba II) | Regno di Mauretania (regno cliente di Roma lasciato a Giuba II) | Regno di Mauretania (regno cliente di Roma lasciato a Giuba II) | Regno di Mauretania (regno cliente di Roma lasciato a Giuba II) |
| dal 41                                         | Mauretania Tingitana                                            | Mauretania Tingitana                                            | Mauretania Cesariense                                           | Mauretania Cesariense                                           | Mauretania Cesariense                                           | Mauretania Cesariense                                           |
| dal 193                                        | Mauretania Tingitana                                            | Mauretania Tingitana                                            | Mauretania Cesariense                                           | Mauretania Cesariense                                           | Mauretania Cesariense                                           | Mauretania Cesariense                                           |
| con la riforma di Diocleziano                  | Mauretania Tingitana                                            | Mauretania Tingitana                                            | Mauretania Cesariense                                           | Mauretania Cesariense                                           | Mauretania Sitifense                                            | Mauretania Sitifense                                            |
| al momento della divisione dell'impero nel 395 | Mauretania Tingitana                                            | Mauretania Tingitana                                            | Mauretania Cesariense                                           | Mauretania Cesariense                                           | Mauretania Sitifense                                            | Mauretania Sitifense                                            |

## Storia

### Annessione di Caligola e trasformazione in provincia di Claudio (40-44 d.C.)
Con la messa a morte da parte di Caligola del figlio di Giuba II, Tolomeo, nel 40 la Mauretania passò sotto il controllo diretto di Roma. Due anni più tardi, nel 42, le popolazioni della Mauretania appena annessa si ribellarono, e il nuovo imperatore, Claudio, fu costretto ad inviare nella nuova provincia, il generale Gaio Svetonio Paolino. Costui condusse l'offensiva romana fin nell'Atlante sahariano, mentre in parallelo un altro generale, Gneo Osidio Geta, attaccò il comandante nemico Sabalo, riuscendo a batterlo in due successivi scontri. E quando Salabo, dopo aver lasciato alcuni armati a guardia dei confini, si rifugiò nel deserto, Geta ebbe il coraggio di seguirlo dopo essersi approvvigionato del quantitativo d'acqua maggiore che poteva. Ma le provviste d'acqua non furono sufficienti e Geta si trovò in difficoltà sia nell'avanzare, sia nel ritirarsi. Cassio Dione racconta allora che:
(Cassio Dione, Storia romana, LX, 9, 4.)
Dopo questi eventi, i barbari posero fine alla rivolta e vennero a patti tanto che Claudio poté istituire due nuove province sottoposte a due governatori di rango equestre: la Mauretania Cesariense (Mauretania Caesariensis), con capoluogo Iol-Caesarea (Cherchell), che comprendeva l'Algeria occidentale e centrale, fino all'attuale Cabilia, e la Mauretania Tingitana (Mauretania Tingitana), con capoluogo prima, probabilmente Volubilis e quindi Tingis (Tangeri). Le due province erano separate dal fiume Mulucha (oggi Muluya), circa 60 km ad ovest dell'attuale città di Orano. Alcuni principati indigeni conservarono un'indipendenza di fatto nelle regioni interne montuose.

### Disordini da Traiano agli Antonini
La Historia Augusta ci informa che se Traiano aveva sottomesso le tribù della Mauretania, il suo successore Adriano, al momento di succedergli al trono (nel 117), si trovò in serie difficoltà, tanto da essere costretto ad inviare in queste terre Marcio Liviano Turbone, reduce dalla guerra giudaica, per soffocare l'insurrezione appena scoppiata. Le ribellioni dei Mauri furono, quindi, domate. Sembra anche che i Baquati, provenienti dalla Tingitana, abbiano assediato una città costiera della Caesariensis, Cartenna.
Tribù maure che si trovavano a sud del medio Atlante, tornarono a premere lungo i confini della Tingitana e a incunearsi tra le due province, fino a compiere scorrerie marittime lungo le coste della Betica durante il principato di Antonino Pio. E sebbene quest'ultimo fosse stato in grado di respingere i Mauri, costringendoli a chieder pace attraverso il generale Sesto Flavio Quieto e numerose vexillationes provinciali guidate anche dal prefetto degli auxilia spagnoli Tito Vario Clemente (144-149 d.C.), nuove incursioni si presentarono durante il regno di Marco Aurelio, proprio mentre l'imperatore filosofo era impegnato lungo il fronte settentrionale nella guerra contro Marcomanni, Quadi e Iazigi. I Mauri, che stavano compiendo saccheggi in tutta la Spagna e si erano spinti profondamente nella Betica fino ad Italica e ponendo sotto assedio la città di Singilia Barba, furono respinti dai suoi legati imperiali. Tra questi vi era anche l'amico fraterno di Marco, Aufidio Vittorino, accompagnato da forze speciali (vexillationes di altre province), e il governatore della Tingitana, Vallio Massimiano. L'area a sud dell'Atlante fu quindi sottoposta ad un controllo diretto più efficace (172-177 circa), mentre al figlio del capotribù degli Zegrensi, un certo Giuliano il giovane, fu concessa la cittadinanza romana insieme alla moglie Faggura. Anche il figlio Commodo, durante il suo regno (180-192), fu costretto a combattere queste genti attraverso i suoi generali, riuscendo a vincerli.

### Il terzo secolo
Al tempo dell'imperatore Settimio Severo, l'allora legato pro praetore della Hispania Citerior, Tiberio Claudio Candido, fu costretto a combattere per terra e per mare alcune popolazioni ribelli, che il Mommsen non esclude possano essere stati della Mauretania.. Sotto Caracalla fu concessa una remissione dei debiti delle tasse non pagate, nota dall'iscrizione detta editto di Banasa. Il governatore della Tingitana al tempo di Alessandro Severo, un certo Furio Celso, riuscì a respingere nuove incursioni delle tribù berbere della regione.
Durante il principato di Gallieno, nel mezzo dell'anarchia militare, il governatore di Numidia, un certo Saturnino, sembra riuscì a respingere una nuova incursione di Mauri. Ancora sul finire del III secolo (nel 297) l'augusto Massimiano, partito per la Mauretania, riuscì a debellare una tribù della zona, i Quinquegentiani, che erano penetrati anche in Numidia. L'anno successivo (298) rinforzò le difese della frontiera africana dalle Mauritanie alla provincia d'Africa.
I romani abbandonarono gran parte della Mauretania Tingitana già alla fine del III secolo, compresa la città di Volubilis, per ragioni ancora poco chiare.

### Conquista vandala (V secolo)
Nel 429 la Mauritania Tingitana fu invasa dai Vandali provenienti dalla Betica. Si ritiene che i Vandali sbarcarono a Tangeri e procedettero in direzione di Ippona alla media di 5,75 km al giorno. La Mauritania Tingitana era un luogo ideale di sbarco in quanto era il punto dell'Africa romana difeso da meno reggimenti (circa 5 000-7 000 uomini). Essendo intenzionato a impadronirsi dell'Africa, i Vandali strinsero delle alleanze con tutti gli africani ostili ai Romani: Mauri (le tribù native dell'Africa), Donatisti, Ariani (sette eretiche), fuorilegge. Nel 430 il re dei Vandali Genserico invase la Numidia e la Proconsolare, sconfiggendo il comes Africae Bonifacio, e assediando Ippona. L'arrivo di rinforzi dall'Impero d'Oriente, condotti da Aspar, anche se non riuscì a vincere Genserico, impedì a Genserico di conquistare per il momento Cartagine e a stringere con l'Impero d'Occidente la tregua di Trigezio (435), che stabiliva che i Romani riconoscevano ai Vandali il possesso della Mauritania (o parte di essa) e di parte della Numidia; in cambio i Vandali avrebbero pagato un tributo annuale all'Impero d'Occidente e davano in ostaggio ai Romani il figlio di Genserico, Unnerico; inoltre i Vandali sarebbero diventati foederati.
Nel 439, tuttavia, i Vandali si impadronirono con l'inganno di Cartagine costringendo l'Impero d'Occidente a negoziare un nuovo trattato di pace; la pace del 442 riconosceva le conquiste fatte dai Vandali in Africa e la loro indipendenza dall'Impero; in cambio i Vandali cedettero all'Impero le Mauretanie, la Tripolitania e parte della Numidia Infatti le leggi di Valentiniano III confermano che i Romani ripresero per qualche tempo dopo il 442 ad amministrare le due Mauritanie. I territori africani rimasti in mano all'Impero erano stati però devastati a tal punto dai saccheggi dei Vandali, che Valentiniano III fu costretto a concedere alla Numidia cinque anni di esenzione fiscale per 13 000 unità di terreno coltivabile. Anche le altre province subirono danni ingenti: da un editto fiscale del 21 giugno del 445 risulta che Numidia e Mauritania Sitifense versavano solo 1/8 delle tasse che versavano prima dell'invasione. La crisi economica dovuta alla perdita o alla devastazione di così tante province costrinse gli Imperatori a ridurre i benefici fiscali che favorivano i possessori terrieri ed evidentemente anche a ridurre i ranghi di un esercito già debole: ciò è testimoniato da una legge in cui il regime di Ezio giustificò l'introduzione di una nuova tassa con il fatto che lo stato si trovava a corto di soldi per il mantenimento dell'esercito a causa del calo di gettito fiscale dovuto alle perdite territoriali o alle devastazioni belliche. Secondo stime di Heather, la perdita delle imposte che versavano le province devastate o occupate dai Vandali era equivalente ai costi di mantenimento di almeno 40 000 fanti o di 20 000 cavalieri, molti dei quali dovettero presumibilmente essere licenziati a causa delle ristrettezze economiche.
La conquista di Cartagine determinò anche la confisca dei possedimenti dei proprietari terrieri nella Proconsolare, che vennero assegnate ai Vandali più eminenti, evidentemente per premiare la loro fedeltà e i loro sacrifici; i lotti confiscati assunsero la denominazione di sortes vandalorum (lotti dei Vandali). A quanto pare i senatori a cui furono confiscati i lotti furono costretti all'esilio nei territori ancora in mano all'Impero, ed essendosi indebitati dopo l'esilio nella speranza che l'Impero avrebbe riconquistato presto Cartagine, in seguito al trattato del 442 rischiarono di finire in rovina, venendo solo salvati da una legge del 19 ottobre 443 che impediva ai creditori di citare in giudizio esuli dell'Africa per debiti contratti dopo la conquista di Cartagine. L'Imperatore Valentiniano III, inoltre, avendo a cuore le sorti dei proprietari terrieri espropriati dai Vandali nella Proconsolare, permise loro di ottenere nuove terre nelle due province della Mauritania ancora sotto il dominio imperiale, cioè la Sitifense e la Cesariense, dando loro la priorità nella concessione in affitto di terre pubbliche.
Le Mauritanie e la Numidia occidentale, seppur formalmente ancora imperiali anche dopo il 442, erano comunque minacciate dagli insediamenti dei Mauri, che approfittarono della decadenza dell'Impero in Africa per espandere la propria influenza nella regione. Dopo il sacco di Roma del 455 i Vandali si impadronirono delle Mauritanie, della Sardegna, Corsica e Isole Baleari, anche se poi persero il controllo di gran parte delle Mauritanie a vantaggio dei Mauri.

### Riconquista bizantina
Nel 534 l'Africa fu riconquistata dall'Impero romano d'Oriente in seguito alla vittoriosa spedizione del generale bizantino Belisario contro i Vandali. L'Imperatore Giustiniano I, con una legge del 534, ricostituì le due province di Mauritania ponendole ognuna sotto il governo di un praeses. La difesa delle due ricostituite province fu affidata a un dux Mauritaniae avente sede a Caesarea. Secondo Pringle le due Mauritaniae a cui Giustiniano alluderebbe nel testo nella legge sarebbero da identificare con la Mauritania Caesarensis e con la Mauritania Tingitana, nel VI secolo detta Gaditana; a quest'ultima provincia probabilmente furono aggregate le Isole Baleari. La Mauritania Sitifensis sarebbe stata effettivamente conquistata solo nel 539 dal magister militum Africae Salomone, e in un primo momento sarebbe stata inglobata nella Numidia, a giudicare dal fatto che nei De aedificis di Procopio Sitifis (capoluogo della Mauritania Sitifensis) venga posta in Numidia. Per altri autori (ad esempio Diehl, Bury e Jones), invece, le due Mauritaniae citate nel testo della legge sarebbero da identificare con la Caesarensis e con la Sitifensis. Gran parte della Mauretania era tuttavia andata perduta, finita sotto il controllo dei Mauri, i quali invasero il territorio bizantino immediatamente dopo la sconfitta dei Vandali. Nel 539 il magister militum Africae Salomone riuscì tuttavia a sconfiggere i Mauri e a conquistare la Mauritania Sitifensis, che in quel momento comprendeva la maggior parte dei territori bizantini nella Mauritania. Infatti in Mauritania Caesarensis i Bizantini possedevano soltanto la fortezza di Caesarea, mentre in Mauritania Tingitana soltanto la fortezza di Septem. Un'ulteriore rivolta dei Mauri fu repressa nel 546 dal generale bizantino Giovanni Troglita.
Sotto il regno di Maurizio (582-602) l'Africa bizantina fu riorganizzata in esarcato: il primo esarca noto, Gennadio, è attestato a partire dal 591. Secondo la descriptio orbis romani di Giorgio Ciprio, redatta agli inizi del VII secolo, all'epoca la Mauritania bizantina era suddivisa in due eparchie, la Mauritania I e la Mauritania II: la Mauritania I comprendeva la Mauritania Sitifensis e i residui territori bizantini sulla costa in Mauritania Caesarensis; la Mauritania II, invece, comprendeva Septem in Mauritania Tingitana, la Spagna bizantina e le Isole Baleari. Nel 698, tuttavia, con la caduta di Cartagine, l'intera Africa bizantina fu conquistata dagli Arabi Musulmani.

## Difesa ed esercito
Non erano previsti stanziamenti di legioni: la difesa era assicurata dagli auxilia, nell'ordine di diverse migliaia. Quando le tribù dell'interno creavano situazioni militari difficoltose per le forze romane in campo, giungevano dalla vicina Numidia distaccamenti della legio III Augusta, detti vexillationes. Il procuratore, munito di un imperium su truppe cittadine, prendeva allora il titolo di procurator pro legato.

### Auxilia
Subito dopo la riorganizzazione dell'imperatore Claudio (41-44), furono installate alcune alae di cavalleria e cohortes di fanteria. Sappiamo, infatti, da alcune iscrizioni epigrafiche che nelle due provincie muritane c'erano:
nel 69nelle due Mauretanie erano presenti secondo Tacito, 5 alae di cavalleria e 19 cohortes di fanteria.
nell'87nella Mauretania Tingitana, 5 alae di cavalleria e 5 cohortes di fanteria, i cui nomi erano:
- per le ali: I Augusta Gallorum, Gemelliana civium Romanorum, I Tauriana Victrix civium Romanorum, III Asturum Pia Fidelis civium Romanorum e I Hamiorum Syrorum sagittariorum;
- per le coorti: V Dalmatarum, II Syrorum sagittariorum milliaria, I Lemavorum civium Romanorum, I Bracarorum e IV Gallorum civium Romanorum.

nel 107nella Mauretania Caesariensis, 3 alae di cavalleria e 10 cohortes di fanteria, i cui nomi erano:
- per le ali: I Nerviana Augusta Fidelis milliaria, II Thracum Augusta Pia Fidelis e I (?) Parthorum;
- per le coorti: I Augusta Nerviana Velox, I Corsorum civium Romanorum, I Pannoniorum, I Nurritanorum, I Flavia Musulamiorum, I Flavia Hispanorum, II Brittonum, II Breucorum, II Gallorum e IIII Sugambrorum.

nel 131nella Mauretania Caesariensis, 1 ala di cavalleria e 4 (?) cohortes di fanteria, i cui nomi erano:
- per le ali: I Augusta Nerviana milliaria (?);
- per le coorti: I Corsorum, I Flavia Musulamiorum, II Brittonum, IIII Sugambrorum.

nel 152nella Mauretania Caesariensis, 4 alae di cavalleria e alcune cohortes di fanteria, i cui nomi erano:
- per le ali: I Augusta Nerviana Fidelis milliaria, II Thracum Augusta Pia Fidelis, I (?)Parthorum e Gemina Sebastena;
- per le coorti: I Nerviana, II Sardorum, e altre non specificate.

nel 154nella Mauretania Tingitana, 5 alae di cavalleria e 11 cohortes di fanteria, i cui nomi erano:
- per le ali: I Augusta Gallorum, Gemelliana civium Romanorum, I Tauriana Victrix civium Romanorum, III Asturum Pia Fidelis civium Romanorum e I Hamiorum Syrorum sagittariorum;
- per le coorti: I Ituraeorum civium Romanorum, V Dalmatarum, II Hispanorum civium Romanorum, I Asturum et Callaecorum civium Romanorum, II Syrorum sagittariorum milliaria, III Asturum civium Romanorum, II Hispana civium Romanorum, I Lemavorum civium Romanorum, III Gallorum Felix, IV Gallorum civium Romanorum e vexillatio IV Tungrorum.

nel 400 circal'esercito africano occidentale, dopo la riforma tetrarchica e di Costantino I, fu posto sotto il comando di un Numerus intra Africam, da cui dipendeva:
- il Comes Africae, a capo di 12 unità (o distaccamenti) di fanteria[56] e 19 di cavalleria comitatense,[57] oltre a 16 unità di limitanei;[58]
- il Dux limitis Mauretaniae Caesariensis, a capo di 8 unità (o distaccamenti);[59]
- il Dux limites Tripolitani, a capo di 14 unità (o distaccamenti);[60]

e di un Numerus intra Tingitaniam, da cui dipendeva:
- il Comes Tingitaniae, a capo di 4 unità (o distaccamenti) di fanteria[56] e 3 di cavalleria comitatense,[57] oltre ad altre 8 di limitanei.[61]

Questa struttura amministrativo-militare rimase pressoché invariata fino alla conquista dei Vandali.

### Strutture militari lungo illimesdelle provincie mauritane

Il limes africano con le postazioni militari principali (in rosso) delle province occidentali dell'Africa proconsolare e delle Mauritanie.

A tal proposito qui sotto troverete alcune tabelle/legenda:
- legio=legione romana
- coh.=coorte
- mil=milliaria (composta da 1 000 uomini)
- eq.=coorte equitata
- ala=unità di cavalleria
- vexill=vexillationes
- c.R.=civium Romanorum

#### Mauretania Tingitana
Nella provincia della Tingitana, il controllo romano si limitò ai territori lungo la costa Atlantica, da Tingis fino alla città di Sala (poco a nord di Rabat), e alla fertile zona del Tell, fino a Volubilis, tanto che non è certo che vi fosse un collegamento militare interno (con forti, fortini e torri di avvistamento) tra la Tingitana e la Caesariensis per via di terra. E sembra che a parte i disordini durante i regni di Adriano, Antonino Pio e Marco Aurelio, dopo questo periodo, la Tingitana rimase sufficientemente tranquilla. La città di Volubilis si dotò di nuove mura dal 168, sempre protetta dal vicino forte di Ain Schkour e ora anche di Tocolosida. Sotto Settimio Severo la città di Sala fu dotata di mura e di un forte, mentre a 6 km verso meridione fu scavato un fossato di ben 11 km integrato con un muro in alcuni suoi tratti.
| Forte/burgus lungo il limes | località antica                     | località moderna   | dal             | al              | Misure     | Unità ausiliarie presenti in differenti periodi                   |
| --------------------------- | ----------------------------------- | ------------------ | --------------- | --------------- | ---------- | ----------------------------------------------------------------- |
| guarnigione cittadina?      | Tingis                              | Tangeri            | Augusto?        | inizi V secolo  |            | Ala Flavia Ala Gemelliana Ala I Hamiorum Numerus Germanorum       |
| forte                       | Tamuda                              | Tamouda            | Claudio?        | inizio V secolo |            | Coh.II Hispanorum Ala III Asturum                                 |
| forte coortale              | Banasa                              |                    | Settimio Severo | inizio V secolo |            | Coh.mill.                                                         |
| forte                       | Thamusida                           | Sidi Ali Ben Ahmed | Marco Aurelio?  | inizi V secolo  | 2,2 ca.ha  | Ala Gemelliana Coh.IV Gallorum mill.                              |
| forte                       | Sala                                | Chella             | Settimio Severo | inizi V secolo  |            | Coh.I Lamavorum vexill. Coh. II Astrurum                          |
| fortino?                    | Aquae Dacicae                       | Sidi Qacem         | Traiano?        | inizi V secolo  |            | Coh.IV Gallorum                                                   |
| guarnigione cittadina?      | Volubilis                           | Volubilis          | Claudio         | inizi V secolo  |            | Ala Tauriana Coh.I Hispanorum                                     |
| forte coortale              | 3 km Nord di Volubilis              | Ain Schkour        | Claudio         | inizi V secolo  |            | Coh.I Asturum et Callaecorum c.R. vexill. Coh. IV Tungrorum mill. |
| forte alare                 | Tocolsida a 4,5 km Sud di Volubilis | Bled Takourat      | 168/169         | inizi V secolo  | 1,6 ca. ha | Ala I Augusta Nerviana Gallorum mill. Ala I Hamiorum              |

#### MauretaniaCaesariensiseSitifensis
L'occupazione della provincia della Caesariensis vide pochissimi progressi verso l'interno sotto Claudio e Nerone, tranne Oppidum Novum nella valle del fiume Chéliff, poco più a sud-ovest di Aquae Calidae e Zuccabar. Fu solo con Traiano che iniziò l'avanzata verso sud. Fu, infatti, costruita una strada munita di forti, fortini e torri di avvistamento, parallela alla costa mediterranea, che, collegata con l'Africa proconsolare presso Zarai, si spingeva da Auzia (ai piedi dei monti Titteri) verso occidente a Rapidum, Oppidum Novum, alla valle dello Chéliff e poi fino a Siga sulla costa. Il successore Adriano provvide invece a potenziare le fortificazioni lungo questo nuovo tratto di limes, con la costruzione di torri (soprattutto tra Auzia e Rapidum) e nuovi forti a Rapidum, Praesidium Sulfative (presso Abulae) e a Thanaramusa. E lo stesso fece Commodo con la costruzione di numerose torrette di avvistamento tra Auzia e Rapidum, sia nella zona di Ain Temouchent.
| Forte/burgus lungo il limes | località antica | località moderna | dal         | al                        | Misure  | Unità ausiliarie presenti in differenti periodi                   |
| --------------------------- | --------------- | ---------------- | ----------- | ------------------------- | ------- | ----------------------------------------------------------------- |
| forte                       | Auzia           | Sour el Ghozlane | Traiano     | Settimio Severo /V secolo |         | Coh. I Aelia singularium                                          |
| forte                       | Rapidum         | Ruines de Rapidi | 119         | Settimio Severo /V secolo | 1,82 ha | Coh. II Sardorum vexill. Ala Thracum                              |
| forte                       | Thanaramusa     | Berrouaghia      | 122         | Settimio Severo /V secolo |         | Coh. II Brittonum                                                 |
| forte                       | Sufasar         | Amoura           | Traiano     | Settimio Severo /V secolo |         | Coh. Hispanorum                                                   |
| forte                       | Zuccabar        | Affreville       | Claudio     | Settimio Severo /V secolo |         | Coh. II Cirtensium vexill. legio V Macedonica                     |
| forte                       | Oppidum Novum   | Ain Defla        | Claudio     | Settimio Severo /V secolo |         | Ala Thracum Ala Hamiorum                                          |
| forte                       | Tigava          | Ain el Kadra     | 146 o prima | Settimio Severo /V secolo |         | vexill. di legione forse la III Augusta                           |
| forte                       | Mina            | Relizane         | Traiano     | Settimio Severo /V secolo |         | vexill. legio III Augusta                                         |
| forte                       | Tasaccora       | Sig              | Traiano     | Settimio Severo /V secolo |         | Coh. IV Sugambrorum                                               |
| forte                       | Regiae          | Douar Arbal      | Traiano     | Settimio Severo /V secolo |         | Ala Parthorum                                                     |
| forte                       | Albulae         | Ain Temouchent   | 122         | Settimio Severo /V secolo |         | Coh.I Flavia Musulamiorum Coh. II Sardorum vexill. legio X Gemina |

Sotto Settimio Severo fu compiuta un'ulteriore avanzata verso sud nella Caesariensis con la costruzione di una nuova strada militare (munita di forti, fortini e torri di avvistamento; chiamata Nova Praetentura), che da Charef (sul confine con la Numidia) conduceva a Zabi, Aras, Grimidi, Aïn Touta, Boghar (a sud dei monti Titteri), Ain Toukria, Temardjanet, Aioun Sbiba (a sud del massiccio di Quarsenis), Cohors Breucorum, Ala Milairia, Lucu, Kaputtasaccura, Altava, Pomaria, fino a Siga. Andava così creandosi una zona compresa tra le due strade (quella di Traiano e Adriano; e quest'ultima di Settimio Severo), chiamata Nova Praetentura, in cui si realizzava una forma di difesa "in profondità", i cui territori costituivano una zona d'attesa per le popolazioni nomadi o semi-nomadi che si trovavano a sud di questa fascia. Si trattava di un sistema di difesa molto similare, nella sua funzionalità, a quello della Dacia Malvensis del limes Alutanus e Transalutanus.
| Forte/burgus lungo il limes | località antica         | località moderna        | dal                     | al                          | Misure | Unità ausiliarie presenti in differenti periodi |
| --------------------------- | ----------------------- | ----------------------- | ----------------------- | --------------------------- | ------ | ----------------------------------------------- |
| fortino?                    | Zabi                    | Beschilga               | Settimio Severo         | IV secolo?                  |        |                                                 |
| fortino?                    | Ad Aras                 | Tarmount                | Settimio Severo         | IV secolo?                  |        |                                                 |
| fortino?                    | Tatilti                 | Taraess                 | Settimio Severo         | IV secolo?                  |        | Coh.III Sugambrorum                             |
| fortino?                    | Grimidi                 |                         | Settimio Severo         | IV secolo?                  |        |                                                 |
| fortino?                    |                         | Aïn Touta               | Settimio Severo         | IV secolo?                  |        |                                                 |
| fortino?                    | Uzinaza                 | Saneg                   | Settimio Severo         | IV secolo?                  |        |                                                 |
| fortino?                    |                         | Boghar                  | Settimio Severo         | IV secolo?                  |        |                                                 |
| fortino?                    | Hiberna Alae Sebastenae | Kherba des Ouled Hellal | Settimio Severo         | IV secolo?                  |        | Ala Sebastena                                   |
| fortino?                    |                         | Ain Toukria             | Settimio Severo         | almeno fino a Costantino I? |        |                                                 |
| fortino?                    |                         | Bourbaki                | Settimio Severo?        | IV secolo?                  |        |                                                 |
| fortino?                    | Columnata               | Ain Tekira              | Settimio Severo         | IV secolo?                  |        | Coh.II Sardorum                                 |
| fortino?                    |                         | Tiaret                  | Settimio Severo         | IV secolo?                  |        |                                                 |
| fortino?                    |                         | Aioun Sbiba             | almeno da Gordiano III? | IV secolo?                  |        |                                                 |
| fortino?                    |                         | Tagremaret              | Settimio Severo?        | IV secolo?                  |        | Coh.Breucorum                                   |
| forte?                      | Ala Milliaria           | Benian                  | Settimio Severo?        | IV secolo?                  |        | Ala Milliaria                                   |
|                             |                         |                         |                         |                             |        |                                                 |
| fortino?                    | Kaputtasaccura          | ex-Chancy               | almeno da Gordiano III  | IV secolo                   |        |                                                 |
| forte alare e coortale      | Altava                  | Ouled Mimoun            | Settimio Severo         | IV secolo                   |        | Ala Parthorum Coh.II Sardorum                   |
| forte?                      | Pomaria                 | Tlemcen                 | Settimio Severo         | IV secolo                   |        | Ala exploratorum Pomariensum Severiana          |
| fortino di numerus          | Numerus Syrorum         | Lalla Maghnia           | Settimio Severo         | IV secolo?                  |        | Numerus Syrorum                                 |

### Classis Mauretanica
Di stanza a Cesarea Mauretaniae (l'attuale Cherchell in Algeria), la Classis Mauretanica aveva il compito di pattugliare le coste dell'Oceano Atlantico fino allo stretto di Gibilterra, oltre alle coste del Mediterraneo sud-occidentale della Mauretania stessa e della Spagna meridionale.
Era un distaccamento della Classis Alexandrina (con comando speciale). La sua comparsa si fa risalire al 40 circa, al tempo dell'imperatore Caligola, o più probabilmente a Claudio dopo la costituzione in provincia, anche se divenne flotta permanente dopo il 176 con Marco Aurelio.

## Geografia politica ed economica
La Mauretania Cesariense presentava numerose città: quelle lungo la costa, spesso antiche colonie puniche, erano il capoluogo Iol Caesarea (oggi Cherchell), Igilgili, Saldae, Rusucurru, Icosium (la moderna Algeri), Tipasa e Cartenna; mentre quelle dell'interno erano in prevalenza colonie romane di veterani come Sitifis, Tubusuctu, Rapidum, Aquae Calidae Mauretaniae e Zuccabar.
Meno popolata era la Mauretania Tingitana, che presentava poche città importanti, soprattutto lungo la costa, come Tingis, Rusadir, Lixus, Banasa e il capoluogo Volubilis.
La maggior parte delle coste delle due province mauretane, a contatto con il clima temperato del mediterraneo, fu utilizzata soprattutto per l'agricoltura (cereali in valli e pianure, viti e olivi sulle colline). Vi sorsero estesi latifondi di proprietà imperiale, in parte derivati dai terreni di proprietà regia; sempre di proprietà imperiale erano alcuni distretti minerari e forestali.
Fu nativo della Mauretania l'imperatore Macrino, un cavaliere che prese il potere nel 217 dopo l'assassinio di Caracalla ma venne a sua volta sconfitto e giustiziato da Eliogabalo l'anno successivo.
Iol Caesarea Mauretaniae (l'attuale Cherchell in Algeria)
Nel 44, dopo quattro anni di rivolte, l'Imperatore Claudio divise il regno di Mauretania in due province. Caesarea divenne il capoluogo della Mauretania Caesariensis, una delle due province. Claudio diede poi alla città due nomi: il capoluogo Caesariensis e la città, colonia romana con il secondo nome di Colonia Claudia Caesarea. La città ebbe, quindi un porto, dove fu insediato un distaccamento della Classis Alexandrina e che in seguito divenne la Classis Mauretanica. Fu quindi luogo di nascita dell'Imperatore Macrino, succeduto a Caracalla. Poi nel V secolo fu assediata e distrutta dai Vandali, per poi essere rioccupata dall'Imperatore bizantino Giustiniano I, che la restaurò e la riportò al suo antico splendore.

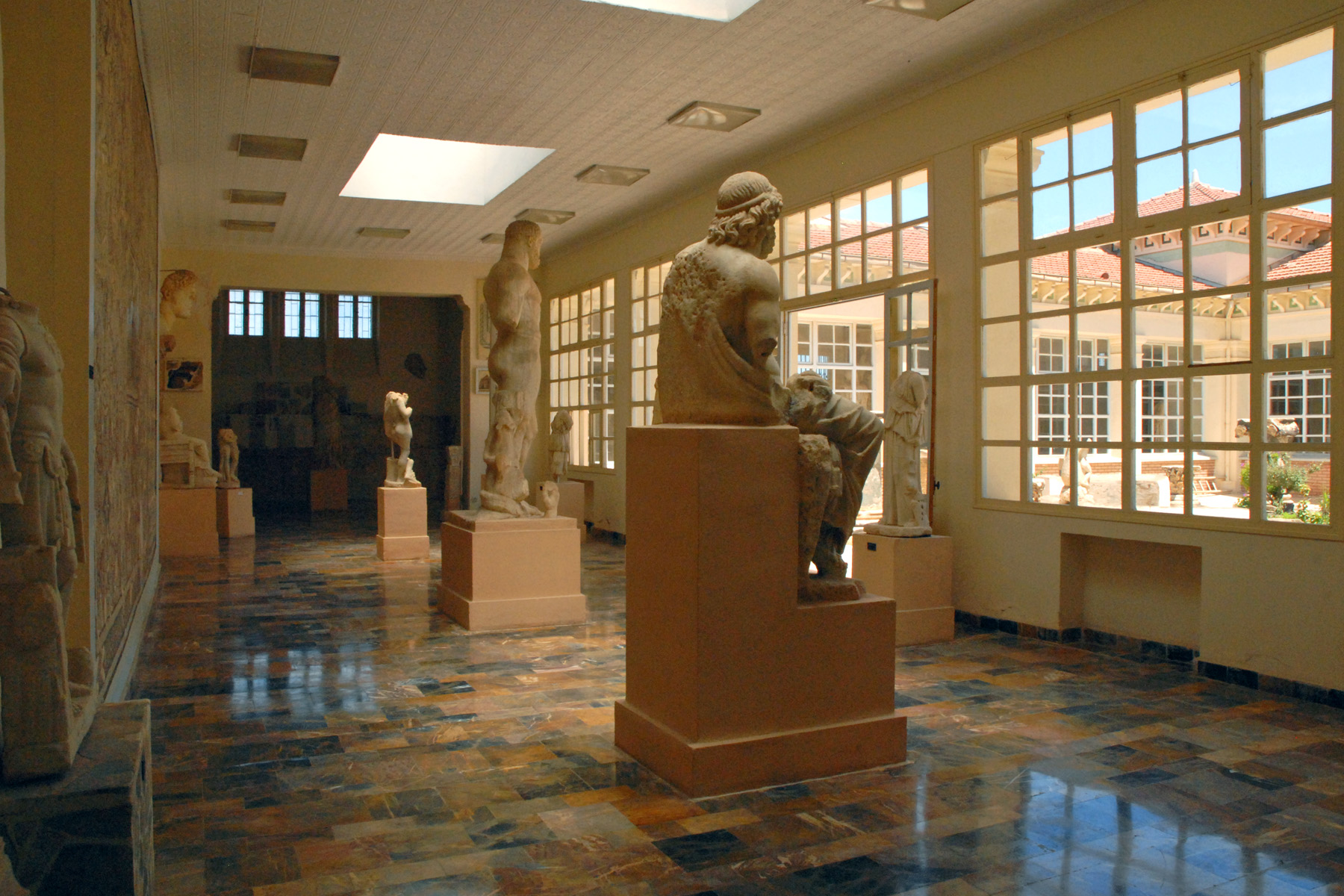
Museo di Cherchell in Algeria.
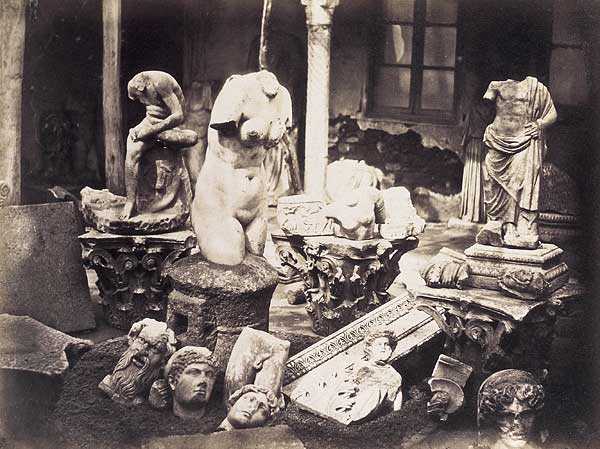
Reperti archeologici di Iol Caesarea.
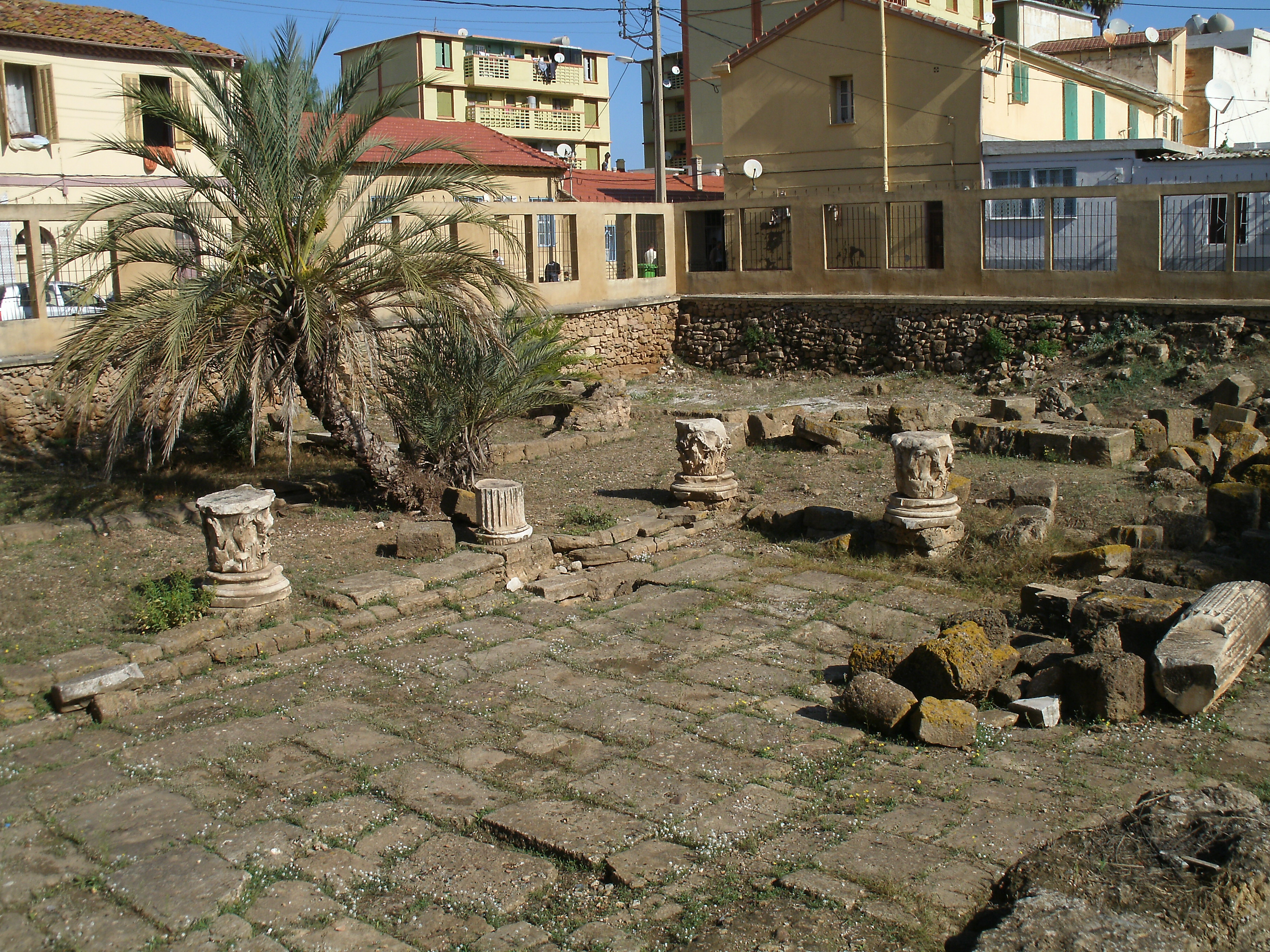
Il forum di Iol Caesarea.
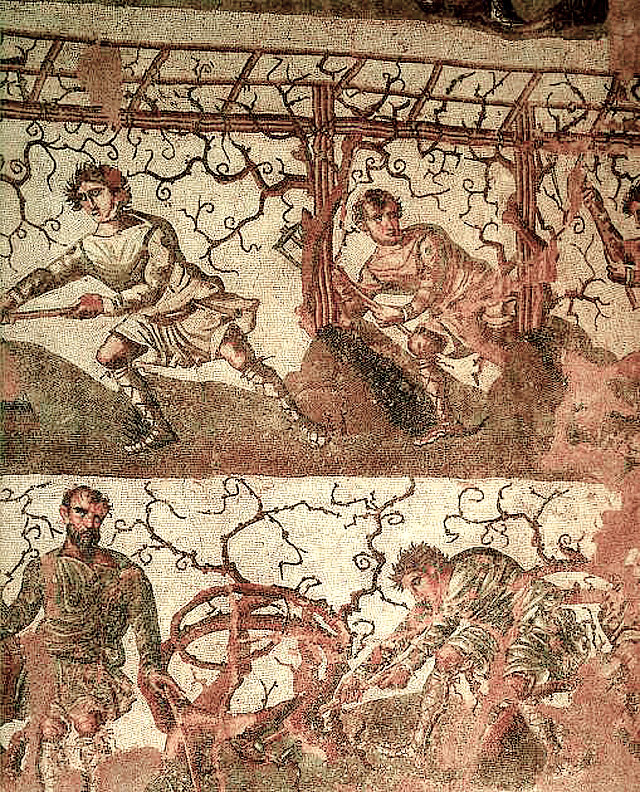
Mosaico di ol Caesarea che rappresenta lavoranti dediti alla viticoltura.